# 伍德賽德鎮區 (密蘇里州俄勒岡縣)
伍德賽德鎮區（英語：Woodside Township）是位於美國密蘇里州俄勒岡縣的一個行政鎮區。

## 地方資料
伍德賽德鎮區的面積為172.78平方千米，當中陸地面積為172.03平方千米，而水域面積為0.75平方千米。根據2020年美國人口普查的數據，當地共有人口246人，而人口密度為每平方千米1.42人。